# Казальта
Казальта (фр. Casalta, корс. A Casalta d'Ampugnani) — коммуна во Франции, находится в регионе Корсика. Департамент коммуны — Верхняя Корсика. Входит в состав кантона Казинка-Фумальто. Округ коммуны — Бастия.
Код INSEE коммуны — 2B072.

## Население
Население коммуны на 2008 год составляло 53 человека.
| 1962 | 1968 | 1975 | 1982 | 1990 | 1999 | 2008 |
| ---- | ---- | ---- | ---- | ---- | ---- | ---- |
| 30   | 70   | 40   | 35   | 24   | 37   | 53   |

## Экономика
В 2007 году среди 28 человек в трудоспособном возрасте (15—64 лет) 22 были экономически активными, 6 — неактивными (показатель активности — 78,6 %, в 1999 году было 42,9 %). Из 22 активных работали 18 человек (9 мужчин и 9 женщин), безработных было 4 (2 мужчины и 2 женщины). Среди 6 неактивных 1 человек был учеником или студентом, 4 — пенсионерами, 1 был неактивным по другим причинам.